# Kamouraska (ancienne circonscription fédérale)
Pour les articles homonymes, voir Kamouraska.
Kamouraska fut une circonscription électorale fédérale de la région du Bas-Saint-Laurent et de Chaudière-Appalaches au Québec. Elle fut représentée de 1869 à 1979.
C'est l'Acte de l'Amérique du Nord britannique de 1867 qui créa ce qui fut appelé le district électoral de Bellechasse. Mais il n'y avait pas eu élection dans Kamouraska en 1867 en raison d'émeutes ; mais Charles Pelletier est élu lors d'une élection partielle le 17 février 1869. Abolie en 1976, elle fut incorporée à la circonscription de Bellechasse, Kamouraska—Rivière-du-Loup et Rimouski.

## Géographie
En 1966, la circonscription de Kamouraska comprenait:
- Les villes de La Pocatière et de Saint-Pamphile
- Les comtés de Kamouraska et de L'Islet
- La municipalité de Cap-Saint-Ignace
- Dans le comté de Témiscouata, les municipalités de Saint-Joseph-de-la-Rivière-Bleue, Saint-Benoît-Abbé, Saint-Eusèbe, Saint-Marc-du-Lac-Long, Saint-Pierre-d'Estcourt, Saint-David-d'Estcourt, Saint-Elzéar, Saint-Jean-de-la-Lande et des parties de Cabano et Packington

## Députés
1. 1869¹-1877 — Charles A.P. Pelletier, Libéral
2. 1877¹-1878 — Charles-François Roy, Conservateur
3. 1878-1882 — Joseph Dumont, Libéral
4. 1882-1887 — Charles Bruno Blondeau, Conservateur
5. 1887-1891 — Alexis Dessaint, Libéral
6. 1891-1904 — Henry George Carroll, Libéral
7. 1904-1919 — Ernest Lapointe, Libéral
8. 1920¹-1922 — Charles-Adolphe Stein, Libéral
9. 1922¹-1940 — Joseph-Georges Bouchard, Libéral
10. 1940-1945 — Louis-Philippe Lizotte, Libéral
11. 1945-1949 — Eugène Marquis, Libéral
12. 1949-1957 — Arthur Massé, Libéral indépendant
13. 1957-1958 — Benoît Chabot, Indépendant
14. 1958-1962 — Charles Richard, Progressiste-conservateur
15. 1962-1979 — Charles-Eugène Dionne, Crédit social

¹ = Élections partielles